# Lieinix neblina
Lieinix neblina is een vlindersoort uit de familie van de Pieridae (witjes), onderfamilie Dismorphiinae.
Lieinix neblina werd in 1984 beschreven door J. & R. Maza.